# Hillerich & Bradsby

Logo des Markennamens Slugger

Die Hillerich & Bradsby Company ist eine US-amerikanische Sportartikel-Firma aus Louisville, die sich auf die Herstellung von Baseballausrüstung spezialisiert hat. Das Unternehmen stellt u. a. den „Louisville Slugger“-Schläger her, der in der US-Profiliga Major League Baseball und weltweit breite Verwendung findet.

## Geschichte

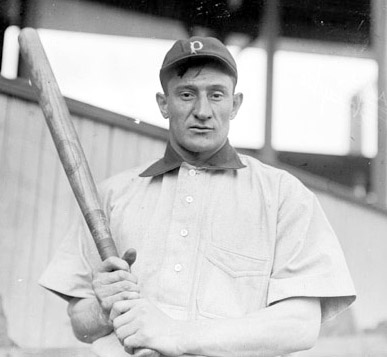
Honus Wagner war 1905 der erste Baseballer, der sich von Hillerich sponsern ließ.

Im Jahre 1855 eröffnete J. F. Hillerich in Louisville eine Schreinerei, in der 1884 sein Sohn Bud als Lehrling arbeitete. Der Legende nach zerbrach Pete Browning, der Starspieler der hiesigen Baseballmannschaft Louisville Eclipse, seinen Schläger. Bud der Sohn bot ihm an, einen neuen Schläger zu schreinern, und Browning hatte danach einen Lauf. Die anderen Eclipse-Spieler wollten ebenfalls einen Hillerich-Schläger, und obwohl J. F. Hillerich eher Treppengeländer oder Parkettböden bauen wollte, erlaubte er seinem Sohn, Baseballschläger herzustellen. 1894 wurde der „Louisville Slugger“ patentiert, der bis heute als Referenz-Spielgerät gilt.
Anfang des 20. Jahrhunderts begann Bud Hillerich, berühmte MLB-Spieler zu sponsern. Als erster Star unterzeichnete Honus Wagner einen Exklusivvertrag, der sowohl Hillerichs als auch Wagners Marktwert ansteigen ließ. 1916 stieg Franks Bradsby in die Firma ein, womit das heutige Hillerich & Bradsby geboren war. Nach Wagner rekrutierten sie erfolgreich Stars wie Babe Ruth, Ty Cobb und Lou Gehrig.
Bis heute wurden etwa 100 Millionen „Louisville Slugger“ verkauft und benutzen etwa 60 % aller MLB-Spieler diesen Schläger.

## Produkte

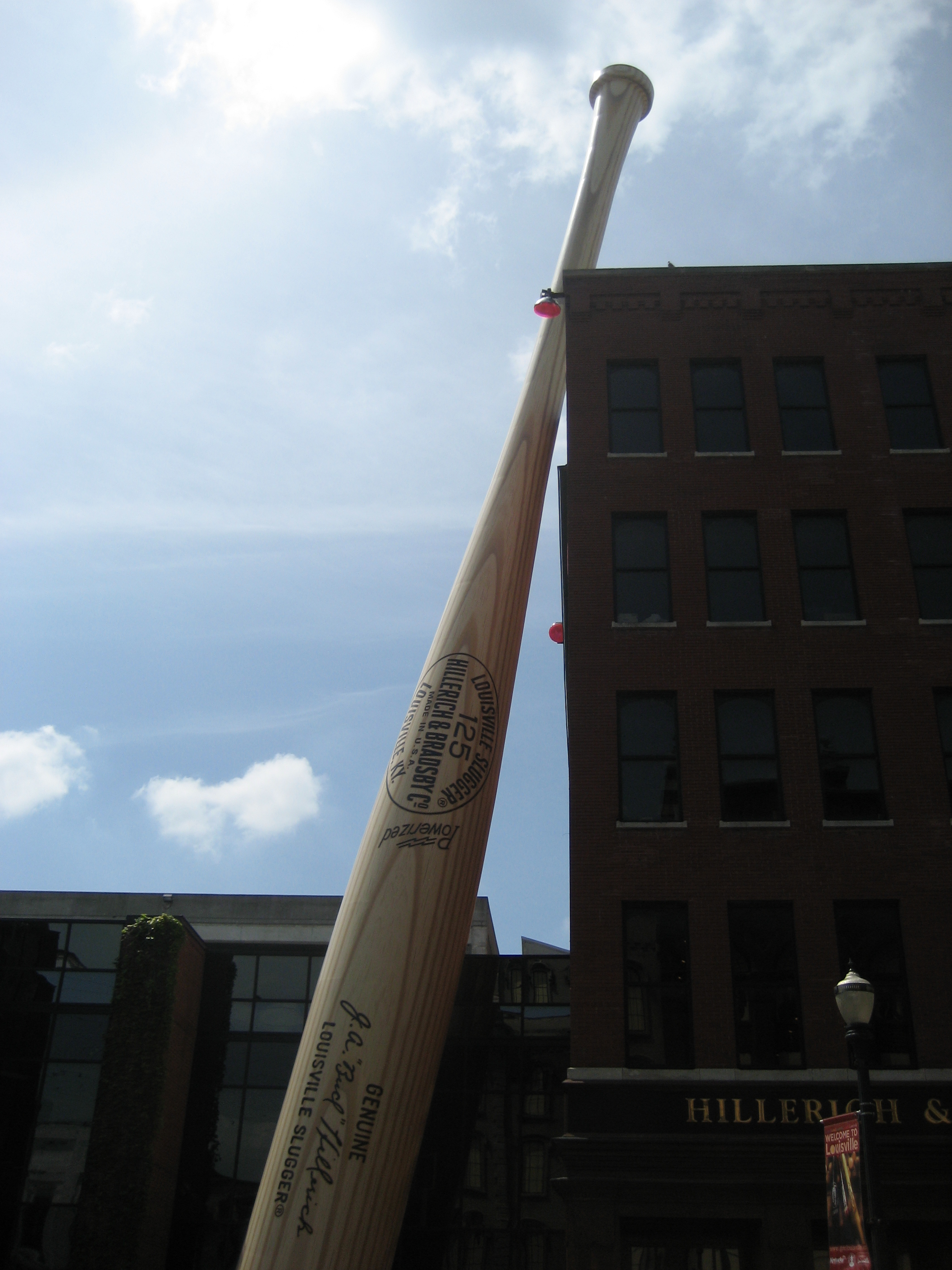
Der „Größte Baseballschläger der Welt“ steht im hauseigenen Hillerich & Bradsby-Museum.

Flaggschiff von Hillerich & Bradsby sind die berühmten „Louisville Slugger“-Baseballschläger, die weltweit und auf höchstem Niveau (MLB) benutzt werden. Als Hommage steht im hauseigenen Museum ein überdimensionierter Schläger, mit dem als „Größter Baseballschläger der Welt“ geworben wird. Neben dem Schlaggerät stellt Hillerich & Bradsby auch Baseballhandschuhe (TPX-Serie), und -kleidung her. Auch Eishockey- und Golfschläger finden sich im Sortiment.

## Silver Slugger Award
Hillerich & Bradsby sponsert seit 1980 den Silver Slugger Award, mit dem die MLB jährlich die 18 offensivstärksten Baseballer krönt.